# Präriewühlmaus
Die Präriewühlmaus (Microtus ochrogaster, auch "Präriemaus") ist eine nordamerikanische Wühlmaus. Ungewöhnlich für Wühlmäuse zeigen sie ein monogames Sozialleben, an dessen Zusammenhang mit einer starken Ausschüttung des Peptidhormons Vasopressin geforscht wird.

## Merkmale
Die Präriewühlmaus ist eine dunkle, bräunliche oder schwärzliche Feldmaus. Unterseits ist sie gelbbraun gefärbt. Ihr Schwanz ist kürzer als die doppelte Hinterfußlänge. Dorsal verläuft auf dem blass gelblichbraunen Schwanz ein dünner, etwas dunklerer Streifen. Die schmalen Ohren verschwinden fast gänzlich im langen, lockeren Fell. An den Sohlen der Füße befinden sich lediglich fünf Tuberkel. Die Präriewühlmaus erreicht eine Gesamtlänge von 146 mm, eine Schwanzlänge von 34 mm und eine Hinterfußlänge von 20 mm. Sie wiegt 30 bis 50 g.
| 1 | · | 0 | · | 0 | · | 3 | = 16 |
| 1 | · | 0 | · | 0 | · | 3 | = 16 |

## Verbreitung
Das Verbreitungsgebiet der Präriewühlmaus erstreckt sich über die Präriestaaten der Vereinigten Staaten (östlich-zentrales Alberta, zentrales Saskatchewan und südliches  Manitoba im Süden, durch das nördliche Oklahoma und Arkansas und östlich nach Ohio, West Virginia, Kentucky, zentrales Tennessee und das ganze westliche Virginia) nach Norden bis in die südlich-zentralen Provinzen Kanadas. Reliktpopulationen kommen im zentralen Colorado und im nördlichen New Mexico vor, früher auch im südwestlichen Louisiana und im angrenzenden Texas. Die disjunkt verbreitete Unterart Microtus ochrogaster ludovicianus die früher im Osten von Texas und im westlichen Louisiana vorkam ist offenbar ausgestorben.

## Lebensraum und Lebensweise
Präriewühlmäuse kommen in einer Vielzahl von Prärie-Habitaten sowie in landwirtschaftlich genutztem Hochland vor. Sie bewohnen Grasland, krautige Felder, alte landwirtschaftliche Flächen und Strauchland, also geeignete Untergründe, in denen sie ihre Gangsysteme anlegen können. Auch von Beständen in Banks-Kiefer-Wäldern wurde berichtet, daneben Vorkommen in Wiesen-Rispengras-Flächen in Kansas, Artemisia-Beständen in Wyoming und Schwingel-Knäuelgräser-Grasland in Indiana. Flussauen dienen im Südwesten der Vereinigten Staaten dabei als Ausbreitungswege, Schienen- und Schnellstraßen streuen die Ausbreitung in den Verbreitungsgebieten.
Präriewühlmäuse sind ganztägig, am Tag und in der Nacht aktiv, hauptsächlich in der Morgen- und Abenddämmerung. Im Sommer nimmt die Tagesaktivität ab, im Winter die Nachtaktivität. Ihre Nahrung besteht aus Gräsern und krautigen, nicht grasartigen Pflanzen sowie einigen Insekten. Sie scheinen Vorräte für den Winter anzulegen, es wurden in den Winterkammern der Baue ansehnliche Mengen an Knollen, Wurzeln und kleinen Zwiebeln gefunden. Präriewühlmäuse sind andererseits wichtige Beutetiere für viele Räuber.
Die Baue mit Kammern und Seitenkanälen sind recht flach, aber auffallend komplex. Die Nester werden im Bau, unter Baumstämmen oder oberirdisch in Grasbüscheln angelegt, Winternester auch in alten Ameisenhaufen. Junge werden das ganze Jahr über aufgezogen, insbesondere im Frühjahr und Herbst. Die Trächtigkeit dauert 20 bis 23 Tage. Der Wurf besteht aus ein bis sieben, durchschnittlich drei bis vier Jungen, um die sich beide Elternteile und manchmal auch ältere Geschwister kümmern. Die Jungen sind in der Regel nach etwa fünf bis sechs Wochen geschlechtsreif.
Bei den Präriewühlmäusen kommen drei Arten von sozialen Gruppen vor. Sie leben hauptsächlich als monogame Paare, als einzelne Weibchen oder in Gemeinschaften von zwei bis 21 Individuen, meist wegen der höheren Überlebensrate philopatrischer Jungtiere im späten Herbst, aber auch durch nicht verwandte Tiere, die sich Paaren anschließen. Die Lebenserwartung beträgt im Allgemeinen ein Jahr oder weniger.